# Abraliopsis
Abraliopsis is een geslacht van inktvissen uit de  familie van de Enoploteuthidae.

## Soorten
- Ondergeslacht Abraliopsis (Abraliopsis) Joubin, 1896
  - Abraliopsis (Abraliopsis) hoylei (Pfeffer, 1884)
  - Abraliopsis (Abraliopsis) morisii (Verany, 1839)
  - Abraliopsis (Abraliopsis) pacificus Tsuchiya & Okutani, 1990
  - Abraliopsis (Abraliopsis) tui Riddell, 1985
- Ondergeslacht Abraliopsis (Boreabraliopsis) Tsuchiya & Okutani, 1988
  - Abraliopsis (Boreabraliopsis) felis McGowan & Okutani, 1968
- Ondergeslacht Abraliopsis (Micrabralia) Pfeffer, 1900
  - Abraliopsis (Micrabralia) gilchristi Robson, 1924
  - Abraliopsis (Micrabralia) lineata Goodrich, 1896
- Ondergeslacht Abraliopsis (Pfefferiteuthis) Tsuchiya & Okutani, 1988
  - Abraliopsis (Pfefferiteuthis) affinis (Pfeffer, 1912)
  - Abraliopsis (Pfefferiteuthis) atlantica Nesis, 1982
  - Abraliopsis (Pfefferiteuthis) chuni Nesis, 1982
  - Abraliopsis (Pfefferiteuthis) falco Young, 1972

### Nomen nudum
- Abraliopsis joubini Watase, 1906

### Synoniemen
- Abraliopsis affinis (Pfeffer, 1912) => Abraliopsis (Pfefferiteuthis) affinis (Pfeffer, 1912)
- Abraliopsis atlantica Nesis, 1982 => Abraliopsis (Pfefferiteuthis) atlantica Nesis, 1982
- Abraliopsis chuni Nesis, 1982 => Abraliopsis (Pfefferiteuthis) chuni Nesis, 1982
- Abraliopsis falco Young, 1972 => Abraliopsis (Pfefferiteuthis) falco Young, 1972
- Abraliopsis felis McGowan & Okutani, 1968 => Abraliopsis (Boreabraliopsis) felis McGowan & Okutani, 1968
- Abraliopsis gilchristi (Robson, 1924) => Abraliopsis (Micrabralia) gilchristi Robson, 1924
- Abraliopsis hoylei (Pfeffer, 1884) => Abraliopsis (Abraliopsis) hoylei (Pfeffer, 1884)
- Abraliopsis lineata (Goodrich, 1896) => Abraliopsis (Micrabralia) lineata Goodrich, 1896
- Abraliopsis morisii (Vérany, 1839) => Abraliopsis (Abraliopsis) morisii (Verany, 1839)
- Abraliopsis pacificus Tsuchiya & Okutani, 1991 => Abraliopsis (Abraliopsis) pacificus Tsuchiya & Okutani, 1990
- Abraliopsis tui Riddell, 1985 => Abraliopsis (Abraliopsis) tui Riddell, 1985
- Abraliopsis pfefferi Joubin, 1896 => Abraliopsis (Abraliopsis) morisii (Verany, 1839)
- Abraliopsis scintillans Berry, 1911 => Watasenia scintillans (Berry, 1911)
- Abraliopsis (Micrabralia) atlantica Nesis, 1982 => Abraliopsis (Pfefferiteuthis) atlantica Nesis, 1982
- Abraliopsis (Micrabralia) chuni Nesis, 1982 => Abraliopsis (Pfefferiteuthis) chuni Nesis, 1982